# Podlopatični mišić
Podlopatični mišić (lat. musculus subscapularis) je mišić ramena, trokutastog obilka. 
Mišić inervira podlopatični živac (lat. nervus supscapularis)

## Polazište i hvatište
Mišić polazi s prednje strane lopatice (subskapularna udubina), zatim se niti skupljaju i hvataju za nadlaktičnu kost (mali tuberkul, lat. tuberculum minus).